# Marian Gilman
Marian Ulmer Gilman (ur. 2 lipca 1914 w Berkeley w  Kalifornii, zm. 23 czerwca 1996 w Yuba City w Kalifornii) – amerykańska pływaczka specjalizująca się w stylu grzbietowym, olimpijka.
Reprezentowała Stany Zjednoczone w konkursie pływania 100 m stylem grzbietowym na Letnich Igrzyskach Olimpijskich 1928, które odbyły się w Amsterdamie. W rundzie kwalifikacyjnej ukończyła konkurencję w czasie 1:24.0 i zajęła 2. miejsce. W finale zajęła 4. miejsce z czasem 1:24.2.